# Myrmica ademonia
Myrmica ademonia  (лат.) — вид мелких муравьёв рода Myrmica (подсемейство мирмицины). Эндемик Дальнего Востока.

## Распространение
Дальний Восток России (Приморский край) и Корея. Смешанно-широколиственные леса.

## Описание
Мелкие рыжевато-коричневые муравьи длиной около 3,5—5 мм (рабочие — 3,5—4,5 мм; самки сверху темно-коричневые, до 5 мм; самцы мельче — 4,3—4,5 мм). Грудь с продольными морщинками. Эпинотальные шипы заднегрудки длинные, острые. Брюшко блестящее. Муравейники в древесине — пнях, гнилых бревнах, сухих ветках; реже под камнями или в почве. Стебелёк между грудкой и брюшком состоит из двух члеников: петиолюса и постпетиолюса (последний четко отделен от брюшка), жало развито, куколки голые (без кокона).

## Систематика
Близок к видам комплекса M. lobicornis из видовой группы M. sulcinodis. В 1990 году этот вид был впервые описан описан российским мирмекологом Алиной Ниловной Купянской (Владивосток) с Дальнего Востока России под названием Myrmica aspersa Kup., 1990. Новое название Myrmica ademonia Bolton, 1995 было предложено в соответствии с правилами Международного кодекса зоологической номенклатуры английским мирмекологом Б. Болтоном, который провел переименование в связи с тем, что энтомолог Ф. Смит довольно давно — полтора века назад — уже использовал это имя (данное Купянской) для другого вида — Myrmica aspersa Smith, 1865 (теперь это — Tetramorium aspersum (Smith).